# Orsett
Orsett es una localidad situada en la autoridad unitaria de Thurrock, en el condado de Essex, Inglaterra (Reino Unido), con una población estimada a mediados de 2016 de 1328 habitantes.
Se encuentra ubicada al sureste de la región Este de Inglaterra, al noreste de Londres y cerca de la desembocadura del río Támesis en el mar del Norte.